# Schulverwaltungsassistent
Ein Schulverwaltungsassistent (SchulVA – auch Schulverwaltungsassistenz) ist ein Verwaltungsfachangestellter oder ein Beamter, der an Schulen zur Entlastung der Schulleitungen und Lehrern von administrativen Aufgaben eingesetzt wird.
In Nordrhein-Westfalen werden seit April 2007 im Rahmen eines Pilotversuchs Verwaltungsbeschäftigte an Schulen eingesetzt. Die Verwaltungskräfte rekrutieren sich aus Bereichen der Landesverwaltung, in denen durch die Verwaltungsstrukturreform in Nordrhein-Westfalen die bisherigen Aufgaben weggefallen sind bzw. aus Freiwilligen, die sich in den jeweiligen Bereich versetzen (bzw. umsetzen) lassen.
Die betreffenden Beschäftigten wurden zunächst im Rahmen von Übergangseinsätzen des Personaleinsatzmanagements Nordrhein-Westfalen in den Schulen eingesetzt.
Die Schulverwaltungsassistenten haben keine feste Aufgabenstellung. Sie dürfen mit allem beschäftigt werden, was nicht Unterricht ist und nicht zu den Aufgaben des Schulträgers zählt.
In Nordrhein-Westfalen war eine Evaluation des Pilotversuchs im Jahr 2010 vorgesehen, von der es einen Abschlussbericht gibt.
Ähnliche Versuche gibt es unter anderem in Hessen und Baden-Württemberg.